# Joel Kinnaman
Joel Kinnaman (25. listopadu 1979, Stockholm) je švédský herec. Narodil se jako Charles Joel Nordström, do 23 let pracoval v pivovaru, dále vedl bar v Alpách. Po delší době odcestoval do Asie, ale po návratu se začal věnovat herectví, které mu doporučili jeho kamarádi, mezi kterými byl syn Stellana Skarsgårda.
V roce 2003 zahájil studium v Malmu a začal hrát i v divadle v Göteborgu. Ve svých 32 letech začal hrát pro televize, kde se objevil hlavně ve švédských filmech, za které získal i nejvyšší filmové ocenění ve Švédsku Zlatohlávka.
V roce 2011 debutoval v americkém seriálu Zločin a zahrál si v americkém filmu, v adaptaci knihy Muži, kteří nenávidí ženy, pod režií Davida Finchera. Jeho nejznámějším filmem je remake Robocopa (2014), kde hrál hlavní postavu. Jeho neslavnějším filmem se stal film dle DC komiksu Sebevražedný oddíl (2016).

## Filmografie

### Film
| Rok           | Název                                       | Role                  | Poznámky                                                                   |
| ------------- | ------------------------------------------- | --------------------- | -------------------------------------------------------------------------- |
| 2002          | Den osynlige                                | Kalle                 |                                                                            |
| 2003          | Hannah med H                                | Andreas               |                                                                            |
| 2005          | Bouře                                       | The Bartender         |                                                                            |
| 2005          | Tjenare kungen                              | Dickan                |                                                                            |
| 2006          | Vinnarskallar                               | Gurra                 |                                                                            |
| 2007          | Arn – The Knight Templar                    | Sverker Karlsson      |                                                                            |
| 2008          | Arn – The Kingdom at Road's End             | Sverker Karlsson      |                                                                            |
| 2009          | In Your Veins                               | Erik                  |                                                                            |
| 2009          | 183 dagar                                   | Byron                 |                                                                            |
| 2009          | Johan Falk - Gruppen för särskilda insatser | Frank Wagner          | nominace – Zlatohlávek v kategorii Nejlepší herecký výkon ve vedlejší roli |
| 2009          | Johan Falk - Vapenbröder                    | Frank Wagner          |                                                                            |
| 2009          | Johan Falk - National Target                | Frank Wagner          |                                                                            |
| 2009          | Johan Falk - Leo Gaut                       | Frank Wagner          |                                                                            |
| 2009          | Johan Falk - Operation Näktergal            | Frank Wagner          |                                                                            |
| 2009          | Johan Falk - De fredlösa                    | Frank Wagner          |                                                                            |
| 2009          | Simon & Malou                               | Stefan                |                                                                            |
| 2010          | Snadný prachy                               | Johan "JW" Westlund   | Zlatohlávek v kategorii Nejlepší herecký výkon                             |
| 2011          | Černá hodina                                | Skyler                |                                                                            |
| 2011          | Muži, kteří nenávidí ženy                   | Christer Malm         |                                                                            |
| 2012          | Nepřítel pod ochranou                       | Keller                |                                                                            |
| 2012          | Lola Versus                                 | Luke                  |                                                                            |
| 2012          | Snadný prachy II                            | Johan "JW" Westlund   |                                                                            |
| 2012          | Johan Falk – Spelets regler                 | Frank Wagner          |                                                                            |
| 2012          | Johan Falk – De 107 patrioterna             | Frank Wagner          |                                                                            |
| 2012          | Johan Falk – Alla råns moder                | Frank Wagner          |                                                                            |
| 2012          | Johan Falk – Organizatsija Karayan          | Frank Wagner          |                                                                            |
| 2012          | Johan Falk – Barninfiltratören              | Frank Wagner          |                                                                            |
| 2013          | Johan Falk – Kodnamn Lisa                   | Frank Wagner          |                                                                            |
| 2013          | Snadný prachy 3: Život deluxe               | Johan "JW" Westlund   |                                                                            |
| 2014          | Robocop                                     | Alex Murphy / Robocop |                                                                            |
| 2015          | Knight of Cups                              | Errol                 |                                                                            |
| 2015          | Noční běžec                                 | Mike Conlon           |                                                                            |
| 2015          | Dítě číslo 44                               | Wasilij Nikitin       |                                                                            |
| 2016          | Sebevražedný oddíl                          | Rick Flag             |                                                                            |
| 2016          | Edge of Winter                              | Elliot Baker          |                                                                            |
| 2020          | Tři vteřiny                                 | Pete Koslow           |                                                                            |
| 2020          | Pokrevní bratři                             | Michael Flood         |                                                                            |
| 2020          | Tajemství v nás                             | Thomas                |                                                                            |
| 2021          | Sebevražedný oddíl                          | Rick Flag             |                                                                            |
| bude oznámeno | Silent Night                                | Godlock               |                                                                            |

### Televize
| Rok        | Název           | Role                 | Poznámky                                                                                     |
| ---------- | --------------- | -------------------- | -------------------------------------------------------------------------------------------- |
| 1990       | Storstad        | Felix Lundström      | švédský seriál                                                                               |
| 2008       | Andra Avenyn    | Gustav               | švédský seriál                                                                               |
| 2011–2014  | Zločin          | Stephen Holder       | 44 dílů nominace – Cena Saturn v kategorii nejlepší televizní herecký výkon ve vedlejší roli |
| 2016–2017  | Dům z karet     | guvernér Will Conway | vedlejší role, 15 dílů                                                                       |
| 2018–2020  | Půjčovna masa   | Takeshi Kovacs       | 11 dílů                                                                                      |
| 2019–2021  | Hanna           | Erik Heller          | 12 dílů                                                                                      |
| 2019–dosud | For All Mankind | Edward Baldwin       | hlavní role                                                                                  |
| 2021       | V odborné péči  | Adam                 | 8 díl                                                                                        |